# Rasm Hamad
Rasm Hamad – wieś w Syrii, w muhafazie Aleppo, w dystrykcie As-Safira. W 2004 roku liczyła 225 mieszkańców.